# Mika Feldman
Mika Etchebehere (Moisès Ville, 1902 - París, 1992), més coneguda com a Mika Feldman, fou una militant anarquista i comunista argentina, va ser capitana d'una milícia del POUM durant la Guerra Civil.

## Biografia
Filla de russos jueus que havien fugit dels pogroms de la Rússia tsarista, neix a l'Argentina l'any 1902 a Moisès Ville, vila fundada el 1889 per jueus europeus de l'est i russos que escapaven de les persecucions antisemites. Son pare ensenyava jiddisch a la colònia jueva i alguns anys després la família es traslladà a Rosario, on instal·laren un petit restaurant. Passà la seva infantesa sentint els relats dels revolucionaris russos que havien escapat de les presons siberianes i als 14 anys, mentre estudiava al Col·legi Nacional de Rosario, començà a militar en un grup anarquista d'aquesta ciutat. Quan tenia 15 anys va fer el seu primer discurs i poc després fundà, amb Eva Vives, Juana Pauna i altres militants llibertàries, l'Agrupació Feminista «Luisa Michel». El 1920, quan estudiava odontologia a la Universitat de Buenos Aires, conegué el que esdevindrà el seu company, Luis Hipólito Ernesto Etchebéhère (Hippolyte Etchebéhère, Hippo, Juan Rustico), argentí fill d'un basc d'Iparralde i d'una occitana de Bordeus, que formava part del grup editor de la revista marxista llibertària de Buenos Aires Insurrexit. Revista Universitaria (1920-1921), i s'afegí a la redacció d'aquesta publicació en plena Reforma Universitària. La parella, influenciada per la Revolució Russa, el 1924 s'afilià al Partit Comunista de l'Argentina (PCA), però van ser exclosos dos anys després per la seva «tendència anarquitzant» i per no desaprovar Lev Trotski. A començaments de 1926 participaren en la fundació del Partit Comunista Obrer (PCO) i editaren el periòdic La Chispa –per això els militants d'aquest grup polític de tendència trotskista, que es dissolgué el 1929, eren coneguts com els chispistas-. Després recorregueren la Patagònia recollint testimonis de les massacres dels treballadors rurals a mans de l'exèrcit per ordre del president Hipólito Yrigoyen a començaments dels anys vint, alhora que feien de dentistes de la població amb un consultori ambulant, ell especialitzat en pròtesis dentals i ella en odontologia, i atiaven vagues de tota casta. El 1931 marxaren a Europa en viatge d'«estudis» per experimentar de primera mà com es desenvolupava la revolució al vell continent. A Espanya, el juny d'aquell any, comprovaren que la nounada II República reprimia durament els manifestants que reclamaven el compliment de les promeses fetes; a París van fer contactes amb cercles revolucionaris («Amis du Monde», etc.) i l'octubre de 1932 van ser testimonis a Berlín del creixement del nacionalsocialisme, mentre feien contactes amb cercles revolucionaris («Wedding» de Kurt Landau, etc.). Novament a París, el desembre de 1934 va participar amb el seu company en la fundació de la revista antiestalinista Que Faire?, mentre guanyava alguns francs fent classes de castellà a domicili. En aquesta època la parella albergà a ca seva l'estudiant de física que havia viatjat a París a un congrés antifeixista Ernesto Sábato.
El seu combat contra tota sèrie de repressions l'empenyé a un activisme revolucionari internacionalista, sempre al voltant d'organitzacions llibertàries i comunistes no ortodoxes.

## La Guerra Civil

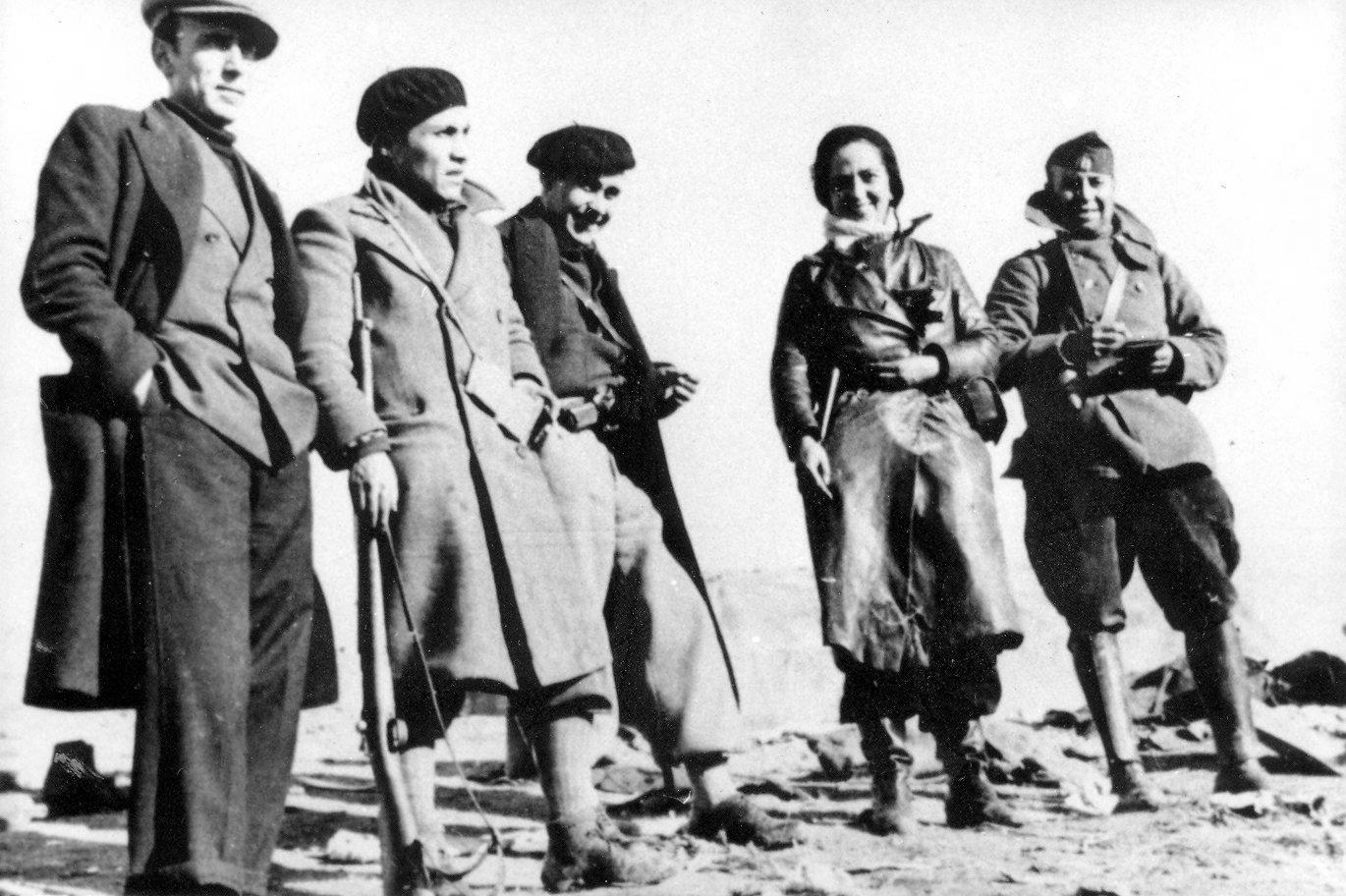
Mika Etchebehere (1936)

El 12 de juliol de 1936, sis dies abans del cop militar a Espanya, marxà a Madrid per a reunir-se amb el seu company que ja era a la península arreplegant informació per escriure un llibre sobre la Revolució d'Astúries de 1934. Arran de l'aixecament, ambdós s'enrolaren com a voluntaris en una columna del Partit Obrer d'Unificació Marxista (POUM). El 16 d'agost d'aquell any, el seu company Hippolyte, comandant de la Columna Motoritzada del POUM, morí en combat a Atienza (Guadalajara) ferit per una metralladora. Mentrestant ella, que per un moment pensà en suïcidar-se, va ser nomenada responsable de la seva companyia. Quan es produí la militarització de les milícies, va ser nomenada capitana i enquadrada en la 38a Brigada, essent l'única dona no autòctona a dirigir una companyia formada, en la seva immensa majoria, per homes.
Més tard, quan la seva companyia va ser delmada en combat, va ser integrada com a oficial de la 14a Divisió, dirigida per l'anarquista Cipriano Mera. El maig de 1937 va ser detinguda al front de Guadalajara per agents estalinistes sota l'acusació de «desafecta» a la República i portada a Madrid. Gràcies a la intercessió de Mera, que s'acostà personalment a la Direcció General de Seguretat per parlar amb el seu director, Manuel Muñoz, va ser alliberada. En sortir de la presó s'incorporà a l'agrupació anarcofeminista Mujeres Libres. Lluità al front de combat (Sigüenza, Moncloa, Pineda de Húmera, Cerro del Águila, etc.) fins al juny de 1938, quan les dones van ser enviades a la rereguarda, i allà participà en cursos d'alfabetització i en tasques de formació i cultura en un hospital madrileny al servei de la Confederació Nacional del Treball (CNT). Continuà participant en les activitats de Mujeres Libres fins a la caiguda de Madrid, el 28 de març de 1939, i gràcies a tenir passaport francès pel seu matrimoni amb Hippolyte, pogué refugiar-se durant sis mesos al Liceu Francès i no ser detinguda. Després aconseguí arribar a París.
A les seves memòries, Ma guerre d'Espagne à moi, deixarà escrit: «Vam venir a Espanya a trobar […] la voluntat de la classe obrera de lluitar contra les forces de la reacció que es bolcaven amb el feixisme».

## Militant feminista i revolucionària
Durant la Segona Guerra Mundial, a causa del seu origen jueu, fugí a l'Argentina, on fou acollida per la família Botana –l'editor Natalio Botana i la seva esposa la periodista anarcofeminista Salvadora Medina Onrubia– i li tocà conviure amb el peronisme. En aquesta època col·laborà en diversos periòdics esquerrans, com ara Argentina Libre o Sur. A mitjans de 1946, quan el conflicte mundial ja havia acabat, retornà a França, on es guanyà la vida com a traductora d'Air France durant vint anys. En aquesta època promogué la fundació del Cercle Zimmerwald. Participà activament en el fets de «Maig de 1968» i recollia les llambordes per fer les barricades amb uns guants blancs, davant la sorpresa dels estudiants, després els explicava que així s'evitava que el negre a les mans els delatàs si eren detinguts per la policia. També participà activament en les manifestacions parisenques contra les dictadures llatinoamericanes. El 1975 publicà la seva autobiografia Ma guerre d'Espagne à moi i l'any següent ella mateixa la traduí al castellà sota el títol Mi guerra de España. Va ser amiga íntima de nombrosos escriptors, com ara Julio Cortázar, Alfonsina Storni, André Breton o Raúl Damonte (Copi). Va morir el 7 de juliol de 1992 a Antony (Illa de França, França) i les seves cendres van ser llançades, per exprés desig seu, al riu Sena.